# Blanzat
Blanzat är en kommun i departementet Puy-de-Dôme i regionen Auvergne-Rhône-Alpes i centrala Frankrike. Kommunen ligger i kantonen Gerzat som tillhör arrondissementet Clermont-Ferrand. År 2022 hade Blanzat 3 729 invånare.

## Befolkningsutveckling
Antalet invånare i kommunen Blanzat
| Referens: INSEE |